# 費爾菲爾德縣 (南卡羅萊納州)
費爾菲爾德縣（英語：Fairfield County）是美國南卡羅萊納州中部的一個縣。面積1,839平方公里。根據美國2000年人口普查，共有人口23,454。縣治溫茲波羅 (Winnsboro)。
成立於1785年。縣名來源不明，但相傳是美國獨立戰爭中英國方面將領查爾斯·康華里在1780至1781年佔領當地期間對當地的印象。